# Municipio de Sherman (Minnesota)
El municipio de Sherman (en inglés: Sherman Township) es un municipio ubicado en el condado de Redwood en el estado estadounidense de Minnesota. En el año 2010 tenía una población de 370 habitantes y una densidad poblacional de 5,19 personas por km².

## Geografía
El municipio de Sherman se encuentra ubicado en las coordenadas 44°29′22″N 94°56′11″O / 44.48944, -94.93639. Según la Oficina del Censo de los Estados Unidos, el municipio tiene una superficie total de 71.35 km², de la cual 70,76 km² corresponden a tierra firme y (0,83 %) 0,59 km² es agua.

## Demografía
Según el censo de 2010, había 370 personas residiendo en el municipio de Sherman. La densidad de población era de 5,19 hab./km². De los 370 habitantes, el municipio de Sherman estaba compuesto por el 43,78 % blancos, el 0,27 % eran afroamericanos, el 55,41 % eran amerindios, el 0,27 % eran isleños del Pacífico y el 0,27 % eran de una mezcla de razas. Del total de la población el 3,24 % eran hispanos o latinos de cualquier raza.